# 스즈키 마사야
스즈키 마사야(일본어: 鈴木 将也, 1988년 5월 9일 ~ )는 일본의 축구 선수이다.

## 구단 경력
그는 2011년부터 2017년까지 J리그의 미토 홀리호크, SC 사가미하라, 아술 클라로 누마즈에서 활동하였다.